# Si on recommençait
 (novembre 2022).
Si on recommençait est une pièce de théâtre comique d'Éric-Emmanuel Schmitt, mise en scène par Steve Suissa et représentée pour la première fois à la Comédie des Champs-Élysées le 27 septembre 2014. La pièce a spécialement été écrite pour Michel Sardou qui en est le comédien principal. Jusqu'au 31 décembre 2014, la pièce est jouée 78 fois. Le texte imprimé est paru dans la collection Le Livre de poche le 17 septembre 2014.

## Genèse
Alors qu'il chantait à Forest National, à Bruxelles (le 25 juin 2013), Michel Sardou raconte qu'Éric-Emmanuel Schmitt est venu le voir et, lorsqu'ils ont diné, lui a proposé une pièce de théâtre taillée sur mesure,. Devant l'acceptation du chanteur, « flatté » de la proposition, Schmitt acheva la rédaction de Si on recommençait en moins de trois mois.

## La pièce

### Présentation
La pièce, d'essence comique, pose des interrogations existentielles au sujet de la liberté individuelle et du déterminisme. Sacha revient dans la maison de sa jeunesse. Par un phénomène étrange, il se retrouve en face de son passé, lors d’une journée cruciale. Quarante ans après, il revoit les jeunes femmes qu’il désirait, sa grand-mère qu’il aimait, et peut être lui-même...  Ferait-il les mêmes choix maintenant qu’il sait ce que fut son existence ? Choisit-on ? Est-on libre ? 
Et si on recommençait...

### Équipe

#### Équipe technique et production
- Mise en scène : Steve Suissa
- Décor : Stéfanie Jarre
- Lumières : Jacques Rouveyrollis
- Musique et sons : Maxime Richelme
- Costumes : Pascale Bordet
- Assistante à la mise en scène : Stéphanie Froeliger

#### Distribution[4]
- Michel Sardou : Alexandre (dit Sacha) à 65 ans
- Félix Beauperin : Alexandre (dit Sacha) à 25 ans
- Dounia Coesens : Betty
- Florence Coste : Cassandre
- Katia Miran : Moïra
- Françoise Bertin, puis Anna Gaylor : Mamie Lou, la grand-mère de Sacha

## Autour de la pièce
Initialement, le rôle de la grand-mère de Sacha était tenu par la comédienne Françoise Bertin. Bien qu'elle assura son rôle les deux premiers jours de représentation, elle fut hospitalisée à la suite d'un important coup de fatigue. Les représentations du 30 septembre 2014 au 3 octobre 2014 ont donc été annulées. Elles reprennent le lendemain, avec Anna Gaylor en remplacement de Françoise Bertin, qui décède le 26 octobre 2014.

## Éditions
Édition imprimée originale
- Éric-Emmanuel Schmitt, Si on recommençait, Paris, Librairie générale française, coll. « Le Livre de poche », 17 septembre 2014, 192 p., 140mm x 205mm (ISBN 978-2-25318262-7).